# Terny Beni Hdiel
Terny Beni Hdiel est une commune de la wilaya de Tlemcen en Algérie.

## Géographie

### Situation
Le territoire de la commune de Terny Beni Hdiel est situé au centre de la wilaya de Tlemcen. Son chef-lieu est situé à environ 11 km à vol d'oiseau au sud de Tlemcen.
| Beni Mester         | Mansourah, Tlemcen | Aïn Fezza    |
| Sabra               | Terny Beni Hdiel   | Oued Lakhdar |
| Aïn Ghoraba, Sebdou | Sebdou             | Oued Lakhdar |

### Localités de la commune
En 1984, la commune de Terny Beni Hdiel est constituée à partir des localités suivantes :
- Terni (chef-lieu)
- Sidi Hafif
- Mefrouche
- Fraouna
- Tal Terni
- Merchiche
- Sahb